# Chronologie des arts étrusques
Cette chronologie des arts étrusques classe les différentes traces de la production étrusque par leurs noms et suivant ses différentes périodes historiques.

## Civilisation villanovienne
- Vase biconique
- Fibule

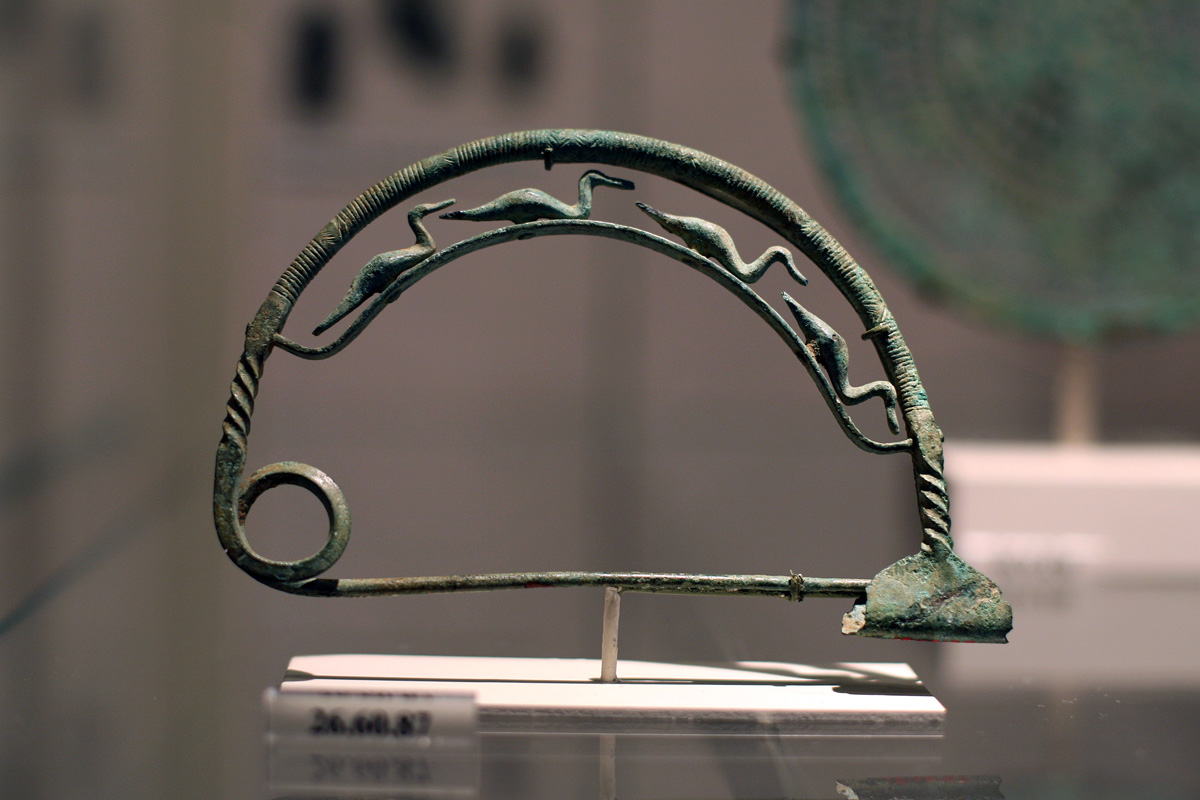
Fibule étrusque du

- Premières importations de céramique grecque

## Période orientalisante
- Canope,
- Vase à décoration plastique
- Bucchero a cilindretto

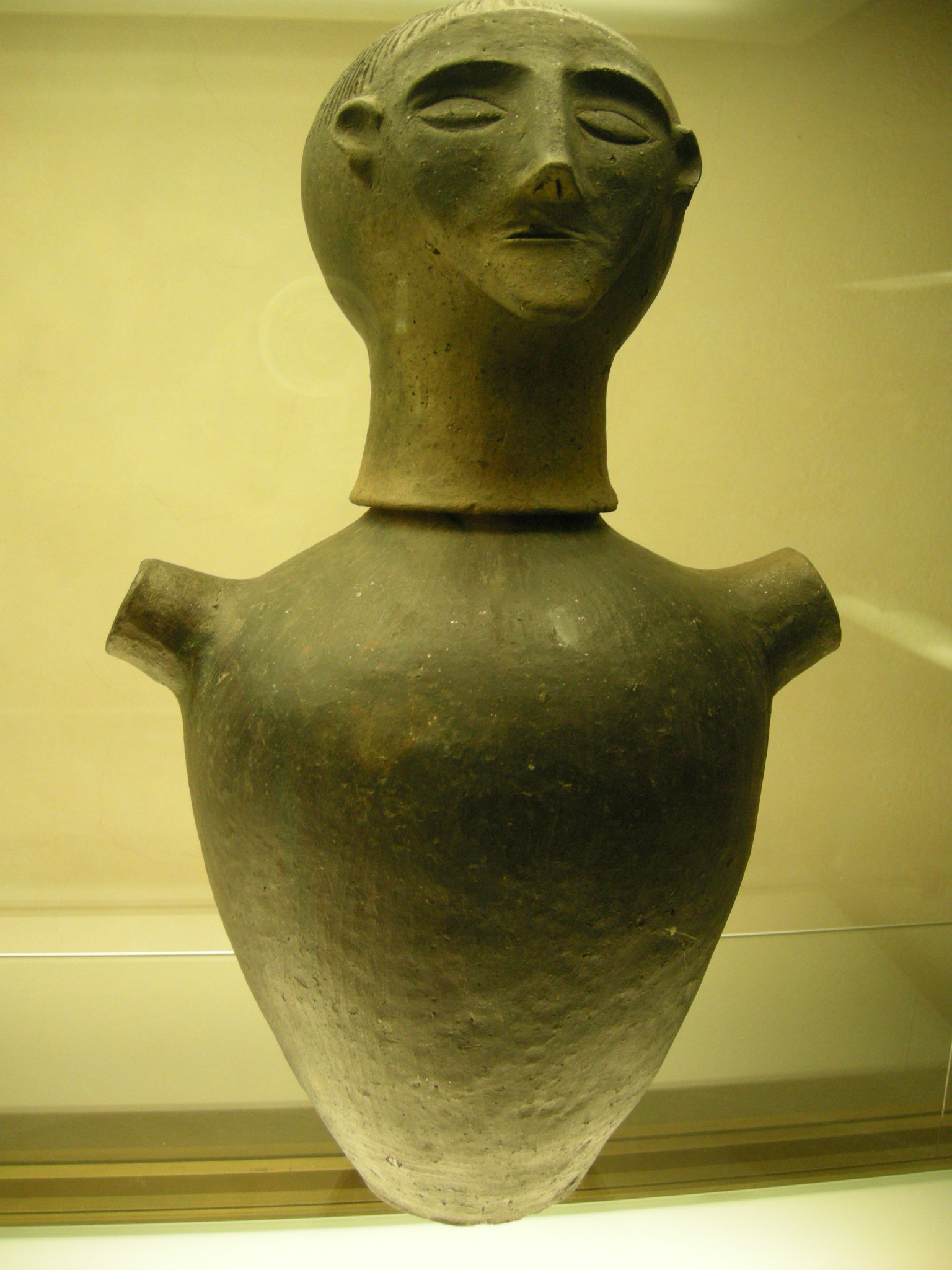
Canope de Chiusi entier.

- Premières fresques de tombes des métropoles

## Période archaïque
- Sculpture funéraire
- Bas-relief en pietra fetida
- Sculpture cinéraire
- Bucchero a stampo

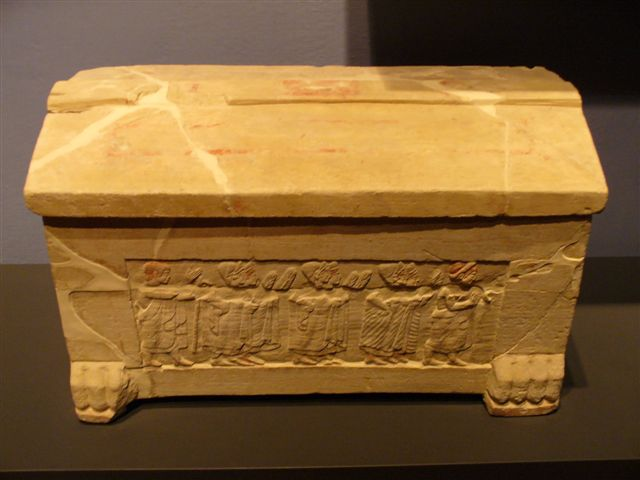
Urne cinéraire en pietra fetida de style architectonique.

- Importation de céramique attique à figures noires
- Vase François

## Époque classique

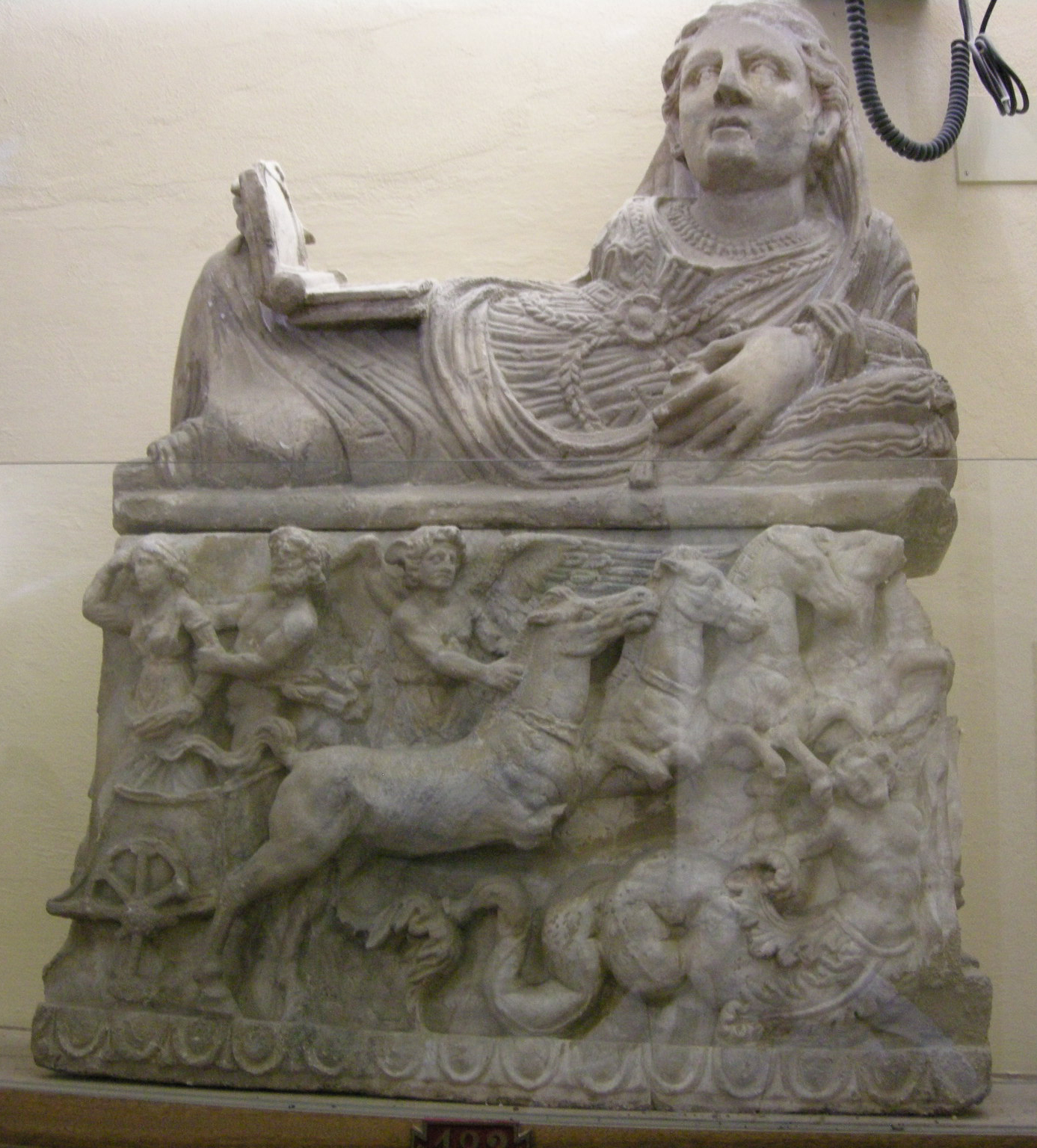
Urne cinéraire en albâtre (Volterra).

- Importation de céramique à figures rouges
- Imitation de céramique grecque
- Grand bronze (L'Arringatore)
- Sarcophage
- Urne en albâtre ou en marbre
- Céramique à vernis noir

## Période hellénistique
- Urne en terracotta

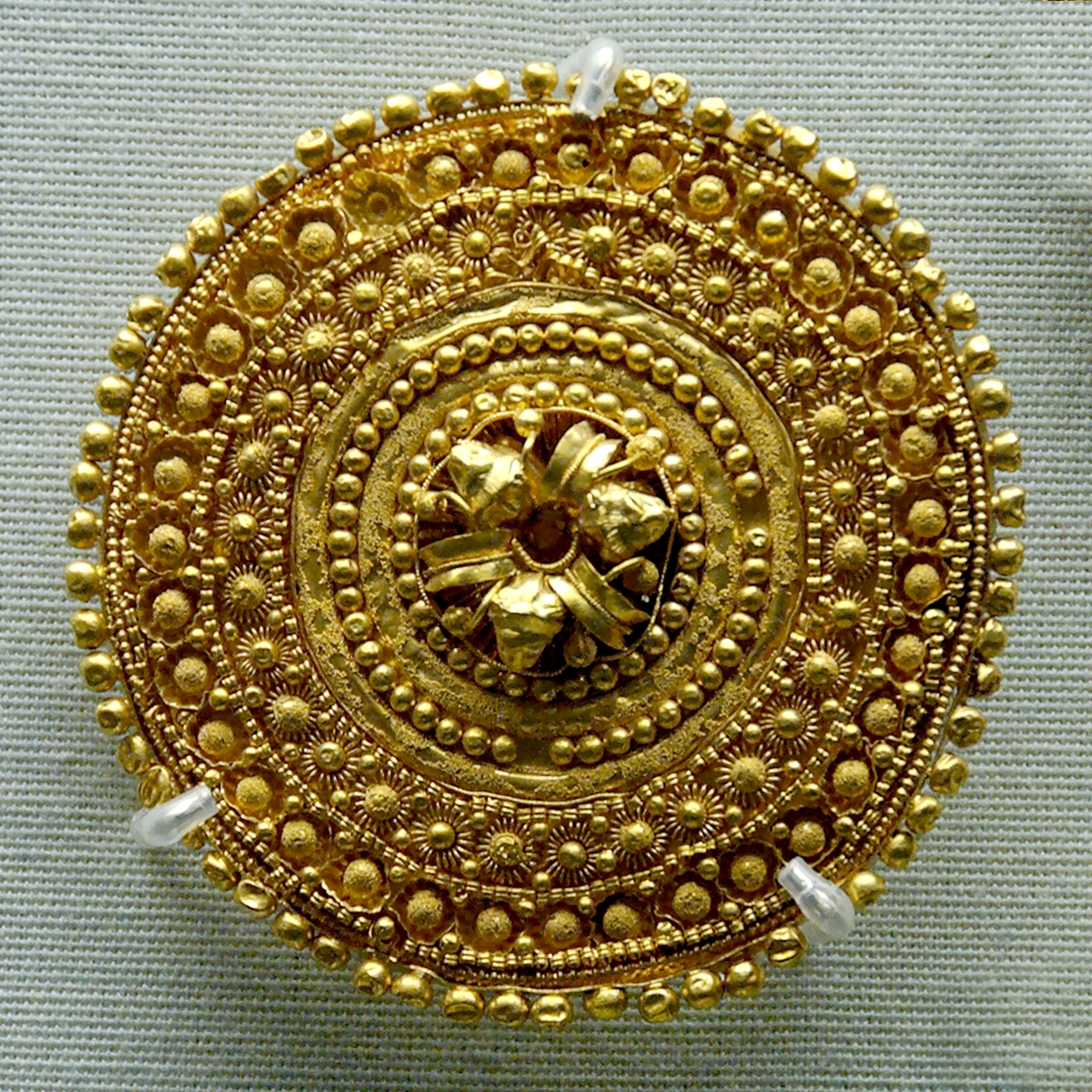
Bijou à granulation.

- Orfèvrerie à granulation et à filigrane
- Tablettes inscrites

## Sources
- Panneau synoptique du musée archéologique national de Chiusi